# Aston Martin Valkyrie
De Aston Martin Valkyrie (ook wel met de codenaam AM-RB 001 en Nebula geheten) is een hybride sportwagen met beperkte productie die is gebouwd door de Britse autofabrikant Aston Martin, Red Bull Racing en verschillende andere fabrikanten.
De sportwagen is een product van samenwerking tussen Aston Martin en Red Bull Racing om een baangerichte auto te ontwikkelen die volledig bruikbaar en plezierig is als een auto op de weg. De makers van de auto claimen de titel van snelste straatlegale auto ter wereld. Adrian Newey, Chief Technical Officer van Red Bull Racing en 's werelds meest succesvolle F1- ontwerper, heeft geholpen bij het ontwerp van de auto.
De belangrijkste concurrent is de Mercedes-AMG Project One.

## Nomenclatuur
De oorspronkelijke codenaam was Nebula, een afkorting voor Newey, Red Bull en Aston Martin. De naam AM-RB 001 werd gekozen als de uiteindelijke codenaam en werd besloten omdat Aston Martin en Red Bull Racing gedurende het hele project hadden samengewerkt. AM staat voor Aston Martin en RB staat voor Red Bull. 001 is mogelijk een verwijzing naar het feit dat het de eerste productieauto is waar de twee mee hebben samengewerkt.
In maart 2017 onthulde Aston Martin dat de auto Valkyrie zou heten, naar de Noorse mythologische figuur. Volgens Red Bull werd de naam gekozen om de traditie van de "V" -nomenclatuur van de auto's van Aston Martin voort te zetten en het voertuig te onderscheiden als een krachtige auto (de "V" werd gebruikt als de onderscheidende factor).

## Ontwerp

### Buitenkant

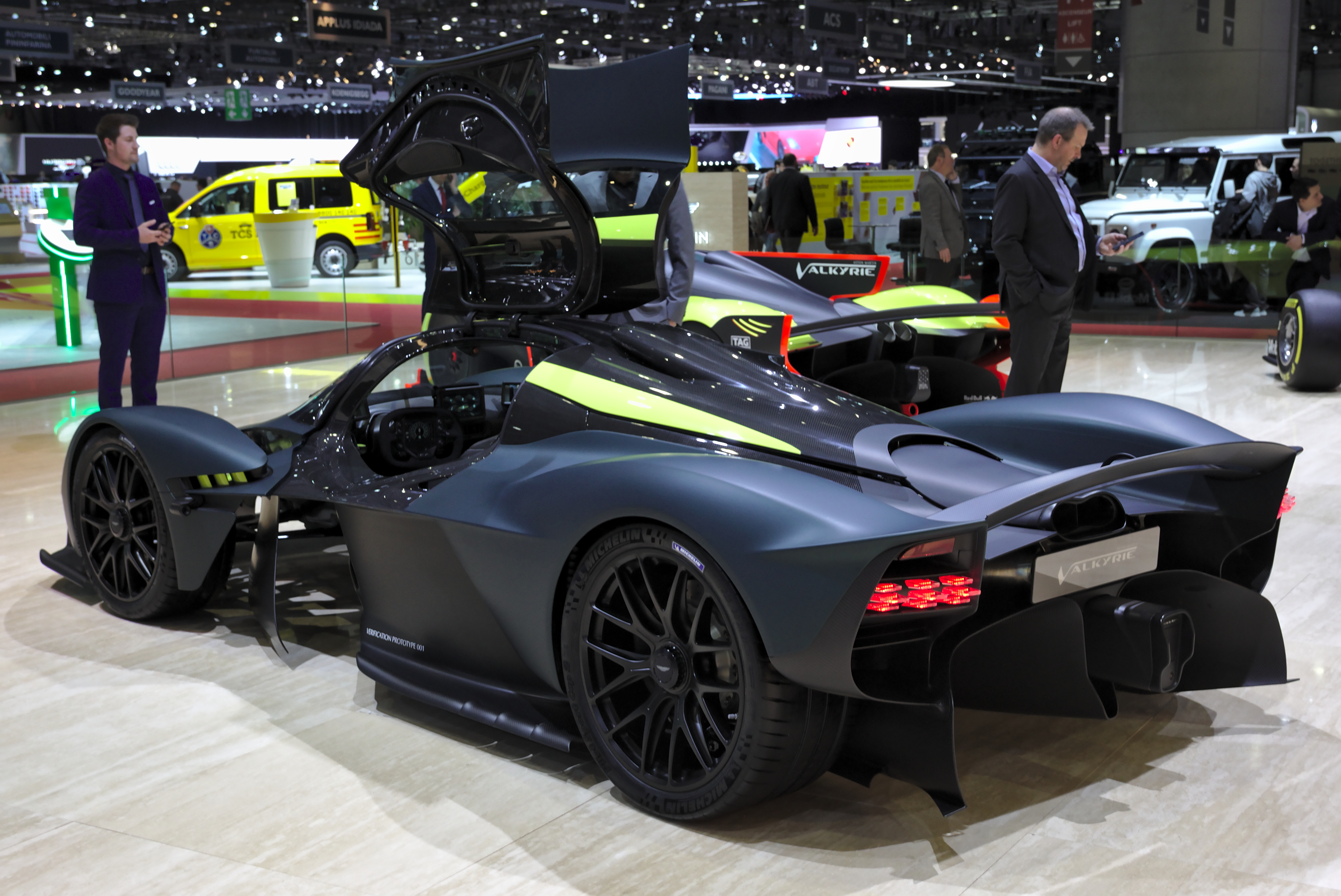
Achterkant

Een showcar werd in eerste instantie onthuld aan het publiek om het publiek een idee te geven van zijn ontwerp. Het ontwerp was bijna klaar in die tijd in een vorm die bijna productierijp was.
De buitenkant van de auto is uiterst aerodynamisch voor een sportwagen, met een uitgebreide open vloer, die werkt volgens het principe van het venturi-effect en in staat is om 1.814 kgf downforce te produceren op hoge snelheid. Openingen boven op de auto (bijv. boven de vooras en de dakinlaat) en een grote splitter aan de voorkant helpen bij het genereren van downforce. De wielen zijn ook ontworpen om de luchtstroom te beheren en tegelijkertijd zo licht mogelijk te zijn.

### Interieur

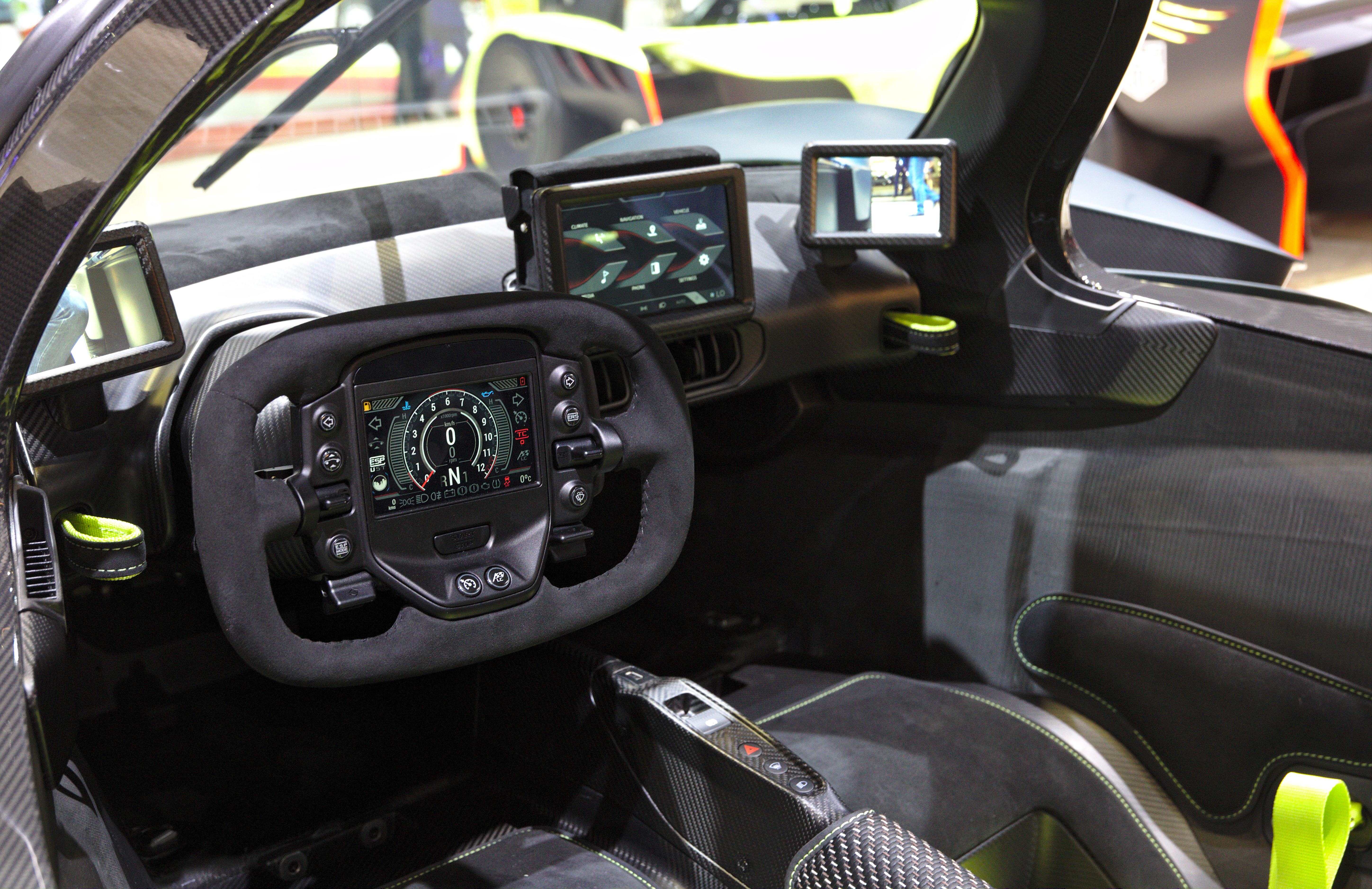
Interieur

Het interieurontwerp is online gelekt op 20 juni 2017 en gaf een voorproefje van het ontwerp van de auto. Het interieur heeft geen instrumentenpaneel, maar een verzameling schermen. Links en rechts zijn de schermen voor de zijspiegels van de camera. Eén scherm bevindt zich bovenaan de middenconsole, die mogelijk een verzameling live voertuiginformatie en reguliere voertuigbedieningen heeft, maar dit is niet bevestigd. Een scherm wordt gebruikt op het race-geïnspireerde stuurwiel en fungeert als het instrumentenpaneel. Wijzers en schakelaars zitten naast het wielscherm om gemakkelijker veranderingen mogelijk te maken zonder het rijden te onderbreken. De stoelen, gevormd uit holle koolstofvezel recht naar binnen de omtrek, zijn emmer varianten, en hebben twee veiligheidsgordels voor elke stoel.
Vanwege het extreem kleine interieur en de deuren (die vrijwel alleen dakluiken zijn), is elke stoel speciaal ontworpen voor de lichaamsvorm van de eigenaar door middel van 3D-scanning. Een verwijderbaar stuurwiel biedt iets meer ruimte voor het in- en uitstappen.

## Specificaties

### Straatversie
In februari 2017 onthulde Aston Martin de meeste specificaties van het voertuig. De definitieve specificaties werden later in het jaar onthuld.
Verschillende fabrikanten (behalve Aston Martin en Red Bull) hebben deelgenomen aan de bouw van de Valkyrie, namelijk Cosworth, Ricardo, Rimac Automobili, Multimatic, Alcon, Bosch, Surface Transforms, Wipac en Michelin.
De auto bevat een 6,5 liter natuurlijk aangezogen V12-motor op maat van Cosworth, die aanvankelijk gepland was om ongeveer 1.000 pk produceren , maar het werd later in juni 2017 aangekondigd dat de motor een vermogen van 1.146 pk zou hebben bij 10.500 tpm met een roodlijn van 11.000 tpm. Tegelijkertijd werden de vermogensoutputcijfers van de motor vrijgegeven, het gewicht werd ook vermeld, om 1.030 kg, die de beoogde 1:1 vermogen-gewichtsverhouding overtreft, met 1,112 pk per kilogram. De auto kan accelereren van 0-100 km/u in een tijd van 2,5 seconden.
Een Rimac-gebouwd hybride batterijsysteem, dat presteert als een KERS- systeem, wordt samen met de motor geïnstalleerd. De kracht wordt geleverd door een 7-speed paddle-shift transmissie gebouwd door Ricardo. De uitlaten komen vlak bij de motor, vergelijkbaar met die van F1 raceauto's en de Porsche 918 Spyder.
Bosch levert de ECU- eenheid, tractiecontrolesysteem en ESP van de Valkyrie. Het remsysteem wordt geleverd door Alcon en Surface Transforms. De voor- en achterlichten zijn vervaardigd door Wipac. De auto heeft een carrosserie van koolstofvezel en is geïnstalleerd met een koolstofvezel Monocell van fabrikant Multimatic. Michelin levert de Valkyrie de high-performance Sport Cup 2-banden van het bedrijf, met de maten 265/35-ZR20 aan de voorzijde en 325/30-ZR21 aan de achterkant. De wielen zijn gemaakt van lichtgewicht magnesiumlegering (20" voor, 21" achter) met race-spec center-lock wielmoeren om de massa te verminderen.

### Circuitversie
De circuitvariant van de Valkyrie, de Valkyrie AMR Pro, werd geïntroduceerd op de Autosalon van Genève in 2017. Er worden slechts 25 exemplaren geproduceerd, die allemaal al uitverkocht zijn. De AMR Pro maakt gebruik van dezelfde 6,5-liter atmosferische V12-motor zoals gebruikt in de Valkyrie-wegauto samen met het Rimac Energy Recovery-systeem, hoewel het KERS-systeem opnieuw zal worden geprogrammeerd in termen van besturingssystemen. De motor zal ook worden aangepast, wat betekent dat de AMR Pro een hoger motorvermogen zal hebben dan zijn straatversie.
De AMR Pro maakt gebruik van kleinere 18-inch wielen aan de voor- en achterzijde. Dit is om de Michelin-racebanden (op basis van LMP1- racewagens) daadwerkelijk in de auto te laten passen, met F1- geïnspireerde koolstofremmen om de remprestaties te ondersteunen. Het airconditioningsysteem en de infotainmentschermen zijn verwijderd en zijn vervangen door racetegenhangers. De auto kan 3,3 g zijwaartse kracht genereren tijdens het nemen van bochten en 3,5 g tijdens het remmen. Topsnelheid is bedoeld om hoger te zijn dan de straatversie, op 402 km/u. De uitlaat van de auto heeft zeer minimale onderdelen om de motor tot zwijgen te brengen.
De AMR Pro heeft een aanzienlijk agressiever ontwerp, met een LMP1- achtige aerodynamische achterkant, een grote achterspoiler met twee elementen en een grote diffuser aan de achterzijde.

## Productie
De productie van de straatversie ging van start in november 2021 en zal beperkt zijn tot 150 exemplaren tegen een eenheidsprijs van US $ 3,2 miljoen. Daarnaast zullen er ook nog 85 spider exemplaren gebouwd worden.

## Doorverkoopbeleid
Andy Palmer, de CEO van Aston Martin, verklaarde in een Twitter- bericht dat als de eigenaar de auto zou (en)  "flippen" (kopen en snel verkopen om winst te maken), Aston Martin de eigenaar niet in de gelegenheid zou stellen om in de toekomst andere speciale editie-modellen van Aston Martin te kopen. Dit beleid wordt ook gebruikt voor Ford 's nieuwe GT en AMG's One sportwagens.

## Media

### Autoshows en optredens
- In juli 2016 werd de Valkyrie onthuld als een niet-werkend volledig model op het hoofdkantoor van Aston Martin in Gaydon.
- In november 2016 was de auto te zien in een privé-show van Aston Martin in de Etihad Towers in Abu Dhabi, de dag voor de Grand Prix van 2016 in Abu Dhabi.
- Van december 2016 tot februari 2017 was de auto te zien in het Festival Automobile International 2017 in Parijs.
- In februari 2017 was de auto te zien als de ster in de Canadian International AutoShow 2017 in Toronto.
- In maart 2017 was de Valkyrie te zien op de stand van Aston Martin samen met de nieuwe Vanquish S Volante, de Rapide S AMR en de V8 Vantage AMR-Pro op de Autosalon van Genève 2017 in Genève, Zwitserland.

### Game optredens
- Op 1 juli 2017 onthulde Rockstar Games een door Valkyrie geïnspireerde sportwagen voor hun game Grand Theft Auto V, genaamd de Dewbauchee Vagner.